# Петрушкіно (Челябінська область)
Петрушкіно (рос. Петрушкино) — присілок у Кусинському районі Челябінської області Російської Федерації.
Входить до складу муніципального утворення Петрозаводське сільське поселення. Населення становить 41 особу (2010).

## Історія
Від 1940 року належить до Кусинського району Челябінської області.
Згідно із законом від 9 червня 2004 року органом місцевого самоврядування є Петрозаводське сільське поселення.

## Населення
| 2002 | 2010 |
| ---- | ---- |
| 78   | ↘41  |